# Асперг
Асперг (нем. Asperg) — город в Германии (ФРГ), в земле (государство) Баден-Вюртемберг.
Город подчинён административному округу Штутгарт. Входит в состав района Людвигсбург. Численность населения составляет 13 126 человек (на 31 декабря 2010 года). Занимает площадь 5,80 км². Официальный код  —  08 1 18 003.

## История
Асперг в XII столетии принадлежал пфальцграфам тюбингенским. Позднее в данной местности существовало графство Аспергское которое полностью приобрёл, в 1308 году, Эберхард I. В XIV столетии город и местность перешла в графство Вюртемберг, сильно укреплён герцогом Ульрихом в 1535 году. С 1635 года по 1649 год местность была во власти имперцев, в 1688 году местность одно время была оккупирована французами.
На окончание XIX столетия город в Неккарском округе Вюртембергского королевства, в котором проживало 2 571 жителей, на 1880 год.
Близ Асперга расположена древняя крепость Гогенасперг откуда открывается прекрасный вид на город. 